# 단양 고수동굴

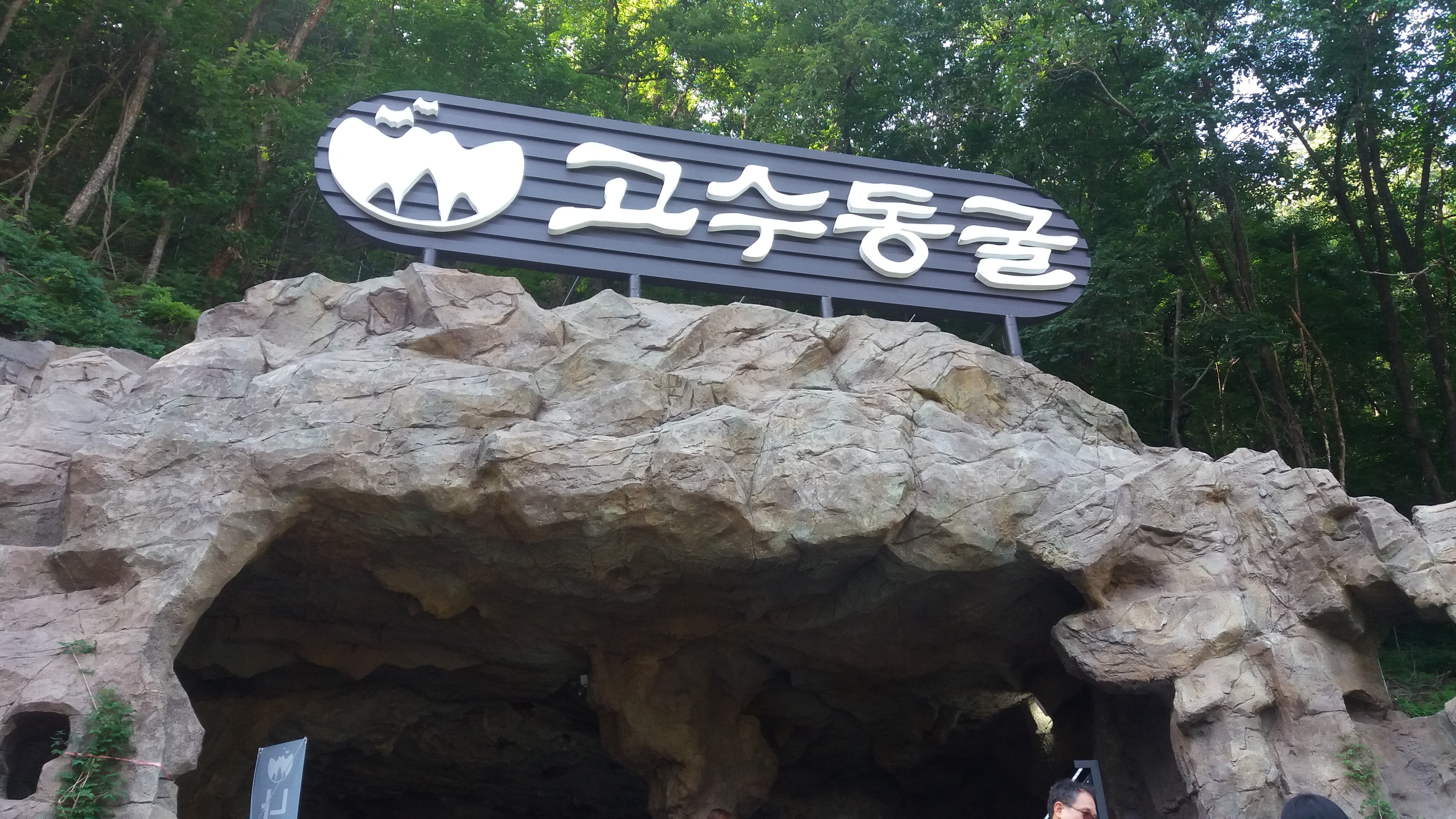
고수동굴 입구

단양 고수동굴(丹陽 古藪洞窟)은 충청북도 단양군 단양읍 고수리에 있는 고생대 조선 누층군 태백층군 막골층에 발달한 석회암 동굴이며 단양 유네스코 세계지질공원의 지질유산이다.
약 4억 5천만년 동안 생성되어 온 석회암 자연동굴로서 면적은 18,210평, 현재 개방된 길이는 1.7 km, 입구 높이 50m, 폭 5m이다. 지하수가 많이 흘러들어 다양한 형태의 종유석과 석순이 잘 발달되어 있으며 지하궁전을 연상케 하는 장년기의 동굴 지형을 이루고 있다. 동굴의 특색은 지질학적으로 동굴의 생성원인을 밝혀주며 형성물의 특이한 배치와 석주, 호신상 등이 특이하다.

## 개요
단양 고수리 동굴이며, 1976년 9월 1일 천연기념물 제256호로 지정되었다. 규모는 주굴 길이 600m, 지굴 길이 700m, 총연장 1,300m, 수직 높이 50m이다. 단양역에서 북동쪽 9.5 km 지점의 남한강 좌안, 금곡천과의 합류지점에서 500m 거리의 등우산 서쪽 기슭에 입구가 있다.
동굴을 형성한 지질은 석회암을 다수 포함하는 고생대 초기의 조선 누층군 대석회암층군의 막동 석회암층(막골층)에 속한다. 1973년 종합학술조사 때 동굴속과 입구 부근에서 뗀석기가 발견되어 선사시대에 주거지로 이용되어 왔음이 밝혀졌다. 동굴 안에는 종유석·석순·석주·유석 등을 비롯하여 곡석·석화·동굴산호·동굴진주·동굴선반·천연교·천장용식구 및 세계적으로 희귀한 아라고나이트가 만발하여 석회암동굴 생성물의 일대 종합전시장을 이룬다.
특히 상층부의 대광장에는 길이 10m에 달하는 대종유석이 비단폭처럼 줄을 지어 내리뻗고, 동굴 안쪽에는 인공적으로 다듬어진 것처럼 정교한 많은 기암괴석들이 늘어서 있어서 웅장한 지하궁전을 방불케 한다. 그들 기암괴석 중 백미를 이루는 것은 사자바위로, 자연석이라고 할 수 없을 만큼 그 바위의 형태가 뛰어나서 동굴의 대표적인 존재가 되고 있다.
단양 고수리 동굴은 고생대의 조선 누층군 석회암층에서 만들어진 석회동굴로서 그 학술적 가치가 크며 다양한 동굴 생성물을 한눈에 볼 수 있어 천연기념물로 지정하여 보호하고 있다.

## 지질
단양읍 고수리의 고수동굴 부근에는 조선 누층군에 속하는 석회암 막동 석회암층(막골층)과 평안 누층군에 속하는 쇄설성 퇴적암이 분포하며, 고수 동굴은 조선 누층군의 석회암 중에 형성되어 있다. 고수동굴 주변에는 이들 조선 누층군과 평안 누층군이 북북동-남남서 방향으로 대상(帶狀) 분포하며 인근에 발달하는 3개의 역단층들도 같은 방향을 가진다. 수백만년 전에는 남한강이 현재 해발 400 m 또는 그보다 더 높은 곳을 흐르다가 점점 지면을 깊이 파고 들어가면서 지하수면을 낮추었는데 그 영향이 동굴에 그대로 반영되었을 것이다. 현재 보이는 안고수마을의 설미기골 계곡은 아마도 오래 전부터 존재하였을 것이고 그 원형은 더 높은 곳에 존재하였을 것이다. 고수동굴 주변의 지층은 다음과 같다.
- 조선 누층군 막동 석회암층(막골층)은 고생대 오르도비스기에 퇴적된 것이지만 큰 단층의 영향을 받지 않고 그대로 분포되어 있는 것은 고수동굴에서 동쪽으로 약 2 km 들어간 금곡리의 것이다. 고수동굴 부근에 노출된 막동 석회암층은 역단층에 의해 다시 드러난 것이다. 그런데 거의 남-북 방향으로 대상 분포를 보이며 고수동굴을 내포한 석회암도 막동 석회암층으로서 그 하위에 있어야 할 두무동층과 동점 규암층, 화절층, 풍촌 석회암층을 두지 않고 동굴 동측에서 역단층을 사이에 두고 평안 누층군 고방산층과 접하고 있다. 이러한 사실은 동굴을 포함한 막동 석회암층이 고방산층에 대하여 상대적으로 수백 m 상승하였음을 나타낸다. 막동 석회암의 신선한 면은 청회색의 괴상(塊狀) 석회암으로 보이지만 풍화 표면에서는 두께 1 cm 미만의 두 가지 지층의 호층(互層)으로 되어 있음을 알 수 있다. 이러한 현상은 아마도 각 층의 화학 성분이 서로 다르다는 것에 기인할 것이다. 이러한 풍화 양상 때문에 막동 석회암층은 층리가 잘 발달된 석회암으로 취급되며 고수동굴의 풍화된 벽에서도 관찰된다. 막동 석회암층은 고수동굴 부근에서 남-북 내지 북동 40°의 주향과 북서 30~40°의 경사를 보인다. 막동 석회암층의 두께는 300 m이다.
- 고성 석회암층은 고수동굴을 포함한 막동 석회암층을 정합으로 덮은 석회암 지층으로서 삼척탄전 지역에서의 두위봉층에 해당하는 지층이다. 그러나 그 구성 암석이 두위봉 석회암층과 상당히 다르기 때문에 고성 석회암층이라는 명칭이 붙었다. 단양읍 고수리에서는 막동 석회암층이 분포하는 지역 서측에서 거의 남-북 방향으로 대상(帶狀) 분포하며 평안 누층군 홍점층(만항층)에 의해 부정합으로 덮여 있다. 이 지층은 회색의 석회암으로 구성되며 그 하부는 평력(平礫) 역암으로 구성되는데 그 두께는 약 100 m이다. 고수동굴 서쪽 600 m 도로변의 평력 역암은 남-북 주향에 북서 10°의 완만한 경사를 보인다.
- 평안 누층군 만항층 또는 홍점층은 고수리 동방 약 2 km 인 금곡리에서 하위의 조선 누층군을 부정합으로 덮으며 북동-남서 방향으로 분포한다. 이 지층은 역단층의 작용으로 막동 석회암층 및 고성 석회암층과 함께 수백 미터 상승하여 고수동굴 부근에 다시 드러나게 되었다. 이 지층은 주로 적색 셰일과 담녹색 조립 사암으로 구성되는데 사암은 얼핏 석영반암 내지 규장암의 암맥과 구별이 곤란하다. 만항층의 적색 셰일 중에는 백색의 석회암층이 협재되어 있는데 대체로 렌즈상이어서 연속성이 약하다. 두께는 최대 1 m이며 셰일 중에서 밀려나와 있다. 백색 석회암 중에는 방추충의 화석이 보고되어 있다. 고수동굴 서쪽 700 m 의 도로면 절벽의 만항층은 북동 20°의 주향과 (북)서 40°내외의 경사를 보이나 국부적으로 변화한다. 분포의 폭은 300 m, 지층의 두께는 200 m이다.
- 평안 누층군 금천층(사동층 하부)은 고수동굴 동측에 분포하며 역단층에 의해 2회 노출된다. 고수리 자동차 도로 고개 부근에서는 흑색 셰일이 발견되고 암회색의 사암도 발견된다. 주목할 만한 점은 셰일 중에 암회색의 석회암 지층이 협재되는 것으로 3매가 발견되는데 그중 하나는 두께 2 m에 달하며 여기서는 석탄기의 방추충과 함께 화석이 발견되었다. 금천층은 그 서측에서 역단층을 사이에 두고 막동 석회암층과 접한다. 금천층의 두께는 고수리 고갯길에서 60 m, 고수동굴 남동쪽에서 70 m이다.
- 평안 누층군 장성층(사동층 상부)은 삼척탄전 지역의 사동층 상부에 해당하는 지층으로 보통 금천층과 함께 사동층(Ps)으로 묶인다. 고수리 고개에는 검은색의 석회암층을 협재한 금천층이 살짝 드러나 있지만 그 위에 있어야 할 장성층은 단층으로 잘려 없어지고 조선 누층군 막동 석회암층이 단층으로 금천층과 접하고 있다. 고수동굴 동방 400 m 부근과 동굴 앞 개울(금곡천) 왼편에는 장성층이 분포한다. 장성층은 암회색 셰일과 회색 사암으로 구성되며 1매의 무연탄층이 협재되어 있다. 때문에 고수리에서도 예전에 석탄층이 개발되었으나 지금은 폐광되어 있다. 지층의 두께는 80 m 내외이다.
- 평안 누층군 함백산층(고방산층 하부)는 고수동굴 부근 고수리 단층 동쪽에만 넓게 분포한다. 고수동굴의 출구는 설미기골에라는 계곡에 있는데 이 설미기골 서측 50 m 이내에 고수리 단층이 있어 고수동굴을 포함한 막동 석회암층은 고현리 단층을 사이에 두고 함백산층과 접하고 있다. 이곳의 함백산층은 고수리 단층 동방 400 m 에 있는 또다른 역단층 '사평리 단층'에 의해 잘린다. 함백산층은 주로 담회색 내지 백색의 조립 사암으로 되어 있다고 하나 사암은 변성되어 규암으로 변해 있다. 이는 아주 단단하며 구성 광물은 거의 모두가 석영 입자이고 입자들 사이는 세립의 석영 입자로 충전되어 있으며 이들 사이는 규산이 침전되어 있다. 고수동굴 주차장에서 수직거리로 50 m 더 높은 곳(해발 200 m)에 있는 동굴 출구에 접하여 함백산층의 노두가 발견되며 동굴 출구 서측에는 막동 석회암층이 드러나 있다. 동굴의 출구는 바로 고현리 단층을 뜷고 나온 것이라고 하여도 좋을 것이다. 고현리 단층과 사평리 단층 사이의 함백산층은 분포가 이들 단층에 의해 규제되어 폭이 약 400 m, 지층의 두께는 200 m이다. 사평리 단층 동측의 함백산층은 분포의 폭이 최대 600 m, 지층 두께는 250 m이다. 사평리 단층 북단부 동측에는 도사곡층이 함백산층을 덮으며 분포한다. 함백산층의 주향은 남-북~북동 10°, 경사는 서측으로 40~50°이다.

동굴 내부의 지질
고수동굴은 상하 좌우로 뻗어 복잡한 형태를 보여주나 대체로 남-북 방향으로 연장된 측면을 중심으로 하여 이루어진 석회암 동굴이다. 동굴은 막동 석회암층 중에 발달하는데 이는 석회암을 다수 포함한 막동 석회암층이 동굴 조성에 좋은 암석을 가진 것으로 해석되지만 더 중요한 요인이 따로 있는 것으로 생각된다. 동굴 벽에서 관찰된 바에 의하면 동굴의 석회암은 얇은 두가지 층의 무수한 호층(互層)으로 이루어져 있는데 그 성질은 위 문단에서 설명한 바와 갖고 주향은 남-북 내지 북동 40°, 경사는 서쪽으로 40°내외이다. 그러므로 동굴 주 축의 방향과 지층의 주향은 대체로 일치한다고 볼 수 있다. 동굴을 형성한 물의 공급처는 뚜렷하게 밝혀지지 않으나 동굴 출구 부근에 공기가 빠져나가는 구멍이 있음이 일찍부터 알려져 있다고 하는데 이 구멍이 물이 공급된 구멍들 중 하나일 것으로 보인다. 동굴 천장에서 주목되는 것은 남-북 방향으로 연속되는 절리의 존재로, 이 절리는 남-북에서 5°내외의 편차를 보이는 거의 수직(80°W 내지 수직)인 것이다. 이 절리는 폭이 없는 틈에서 최대 10 cm 내외의 적갈색의 고화된 진흙을 협재하는 것도 있다. 협재된 흙은 석회암의 풍화 잔류토인 테라로사로 보인다. 동굴 입구 부근에는 직경이 5 m 정도의 큰 원통형의 구멍이 있는데 이는 내면이 곱게 갈려있어 포트홀과 같이 물과 자갈의 작용으로 만들어진 것으로 생각된다. 이보다 작지만 거의 완전한 원형의 구멍이 천장에서도 곳곳에서 발견되었다. 동굴 벽에는 곳곳에 수평으로 연장된 선반들이 형성되어 있다. 이들은 물이 같은 수준에서 오랫동안 머물러 있었으며 동굴 생성 후에 수면이 상승하거나 배수구의 높이가 오랬동안 일정하게 유지되어 수면의 변화가 없었을 때가 여러 번 있었음을 의미한다.
단층
고수리 단층은 단양 고수동굴이 위치한 단양읍 고수리 일대에서 동굴 부락이 위치한 안고수 마을을 지나 설미기골이라고 불리는 계곡의 서측 50 m이내에서 설미기골에 거의 평행하게 북북동-남남서 방향으로 발달한 단층이다. 이 단층은 설미기골 상류의 고개를 넘어 남한강에 이른다. 고수리 단층은 안고수 마을에서 남쪽으로는 구고수교의 동쪽을 지나 석탄 폐석이 쌓인 사면을 지나 남진하는데 이곳에서 측정된 단층의 경사는 서쪽으로 50°이다. 이로 보아 고수리 단층은 북동 10°의 주향을 가지고 서쪽으로 50°정도 경사한 역단층이다. 고수동굴의 입구는 고수리 단층에서 약 60 m 서쪽에 있고, 그 출구는 고수동굴 입구보다 수직 거리로 약 40 m 높은 곳에 있으며 고수리 단층과 거의 근접하여 있다. 이렇게 보면 고수동굴은 고수리 단층 상반인 막동 석회암층 속에 있는 것이다. 고수리 단층의 낙차는 1,500 m로 계산된다.
고수동굴 성인(成因)의 가장 중요한 지질학적 요인은 바로 이 고수리 단층이라고 생각된다. 고수리 단층은 서쪽으로 약 50°경사하면서 불용해성이고 불투수층(不透水層)인 견고한 사암, 규암으로 막동 석회암층을 떠받들고 있다. 단층선은 풍화, 침식 작용에 약하므로 이곳에 주위보다 깊은 와지(窪地)의 생성이 용이했을 것이며 단층선을 따라 돌리네가 생겼을 가능성을 생각할 수 있고 또한 단층선을 따라 계곡이 오래전부터 생겨 있었을 가능성이 크다.

## 사진
고수동굴

## 같이 보기
- 단양군의 지질 (단양국가지질공원)
- 조선 누층군 막골층
- 단양 온달동굴
- 단양 천동동굴
- 단양 노동동굴
- 석회암 동굴

## 참고 자료
- 단양 고수동굴 - 국가유산청 국가유산포털
- 고수동굴 보관됨 2006-02-07 - 웨이백 머신
- 단양 고수리 동굴 보관됨 2007-09-29 - 웨이백 머신 - 남북의 천연기념물